# Большой Лос-Анджелес
Большой Лос-Анджелес (англ. Greater Los Angeles Area) — вторая по населённости городская агломерация-конурбация в США после Нью-Йоркской и одна из крупнейших в мире. Расположена в Южной Калифорнии. В состав данного консолидированного метрополитенского статистического ареала Бюро управления и бюджета США включает пять округов Калифорнии — от округа Вентура на западе до Сан-Бернардино и Риверсайд на востоке, с округами Лос-Анджелес и Ориндж в центре. По данным Бюро переписи населения США в 2010 году население конурбации составляло 17,8 миллионов жителей, прогноз на 2014 год составил 18 550 288 человек.

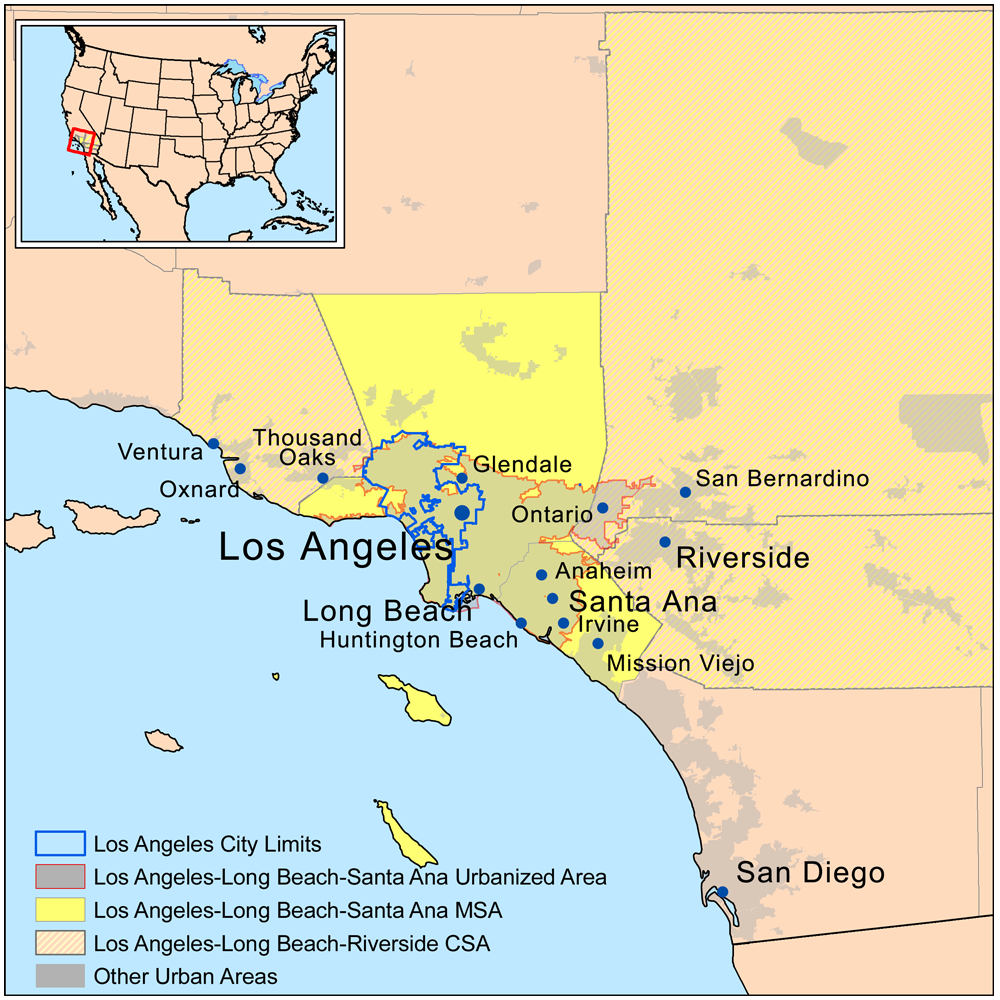
Схема Большого Лос-Анджелеса на карте

Крупнейший город агломерации, по которому она получила своё название — Лос-Анджелес. Другие важные города — Лонг-Бич, Санта-Ана, Анахайм, Риверсайд, Ирвайн, Глендейл, Сан-Бернардино.